# Kauma Village
Kauma Village är en ort i Kiribati.   Den ligger i örådet Abemama och ögruppen Gilbertöarna, i den sydöstra delen av landet, 140 km sydost om huvudstaden Tarawa. Kauma Village ligger 9 meter över havet och antalet invånare är 172.
Terrängen runt Kauma Village är mycket platt.  Närmaste större samhälle är Tabiang Village, 5,6 km nordväst om Kauma Village. 